# Aleksander z Tralles
Aleksander z Tralles (Alexander Trallianus, ok. 525 – ok. 605) – lekarz bizantyjski
Pochodził z Tralles. Przypuszczalnie wykształcony w Aleksandrii. Jego najważniejszym dziełem jest Dwanaście ksiąg na temat medycyny poświęconych leczeniu chorób wewnętrznych. Odróżnił migrenę od innych rodzajów bólu głowy (od cephalaea i cephalalgia).